# Beuzeville-la-Grenier
Beuzeville-la-Grenier ist eine französische Gemeinde mit 1.216 Einwohnern (Stand: 1. Januar 2022) im Département Seine-Maritime in der Region Normandie. Sie gehört zum Arrondissement Le Havre und zum Kanton Bolbec. Die Einwohner werden Beuzevillais genannt.

## Geographie
Beuzeville-la-Grenier liegt etwa 25 Kilometer ostnordöstlich von Le Havre im Pays de Caux. Beuzeville-la-Grenier wird umgeben von den Nachbargemeinden Bréauté im Norden, Mirville im Osten und Nordosten, Saint-Jean-de-la-Neuville im Süden, Parc-d’Anxtot im Westen und Südwesten sowie Houquetot im Nordwesten.

## Bevölkerungsentwicklung
| 1962                      | 1968 | 1975 | 1982 | 1990 | 1999 | 2006 | 2013 |
| ------------------------- | ---- | ---- | ---- | ---- | ---- | ---- | ---- |
| 793                       | 773  | 704  | 868  | 1014 | 1035 | 1028 | 1112 |
| Quelle: Cassini und INSEE |      |      |      |      |      |      |      |

## Sehenswürdigkeiten
- Kirche Saint-Martin aus dem 11. Jahrhundert
- Schloss Beuzeville aus dem 16. Jahrhundert
- Herrenhaus aus dem 16. Jahrhundert